# Варен-сюр-Алье
Варе́н-сюр-Алье́ (фр. Varennes-sur-Allier) — коммуна во Франции, находится в регионе Овернь. Департамент коммуны — Алье. Административный центр кантона Варен-сюр-Алье. Округ коммуны — Виши.
Код INSEE коммуны — 03298.

## Население
Население коммуны на 2008 год составляло 3750 человек.
| 1962 | 1968 | 1975 | 1982 | 1990 | 1999 | 2008 |
| ---- | ---- | ---- | ---- | ---- | ---- | ---- |
| 4020 | 4712 | 4907 | 4751 | 4413 | 4072 | 3750 |

## Экономика
В 2007 году среди 2252 человек в трудоспособном возрасте (15—64 лет) 1588 были экономически активными, 664 — неактивными (показатель активности — 70,5 %, в 1999 году было 69,0 %). Из 1588 активных работали 1400 человек (770 мужчин и 630 женщин), безработных было 188 (75 мужчин и 113 женщин). Среди 664 неактивных 164 человека были учениками или студентами, 244 — пенсионерами, 256 были неактивными по другим причинам.

## Фотогалерея

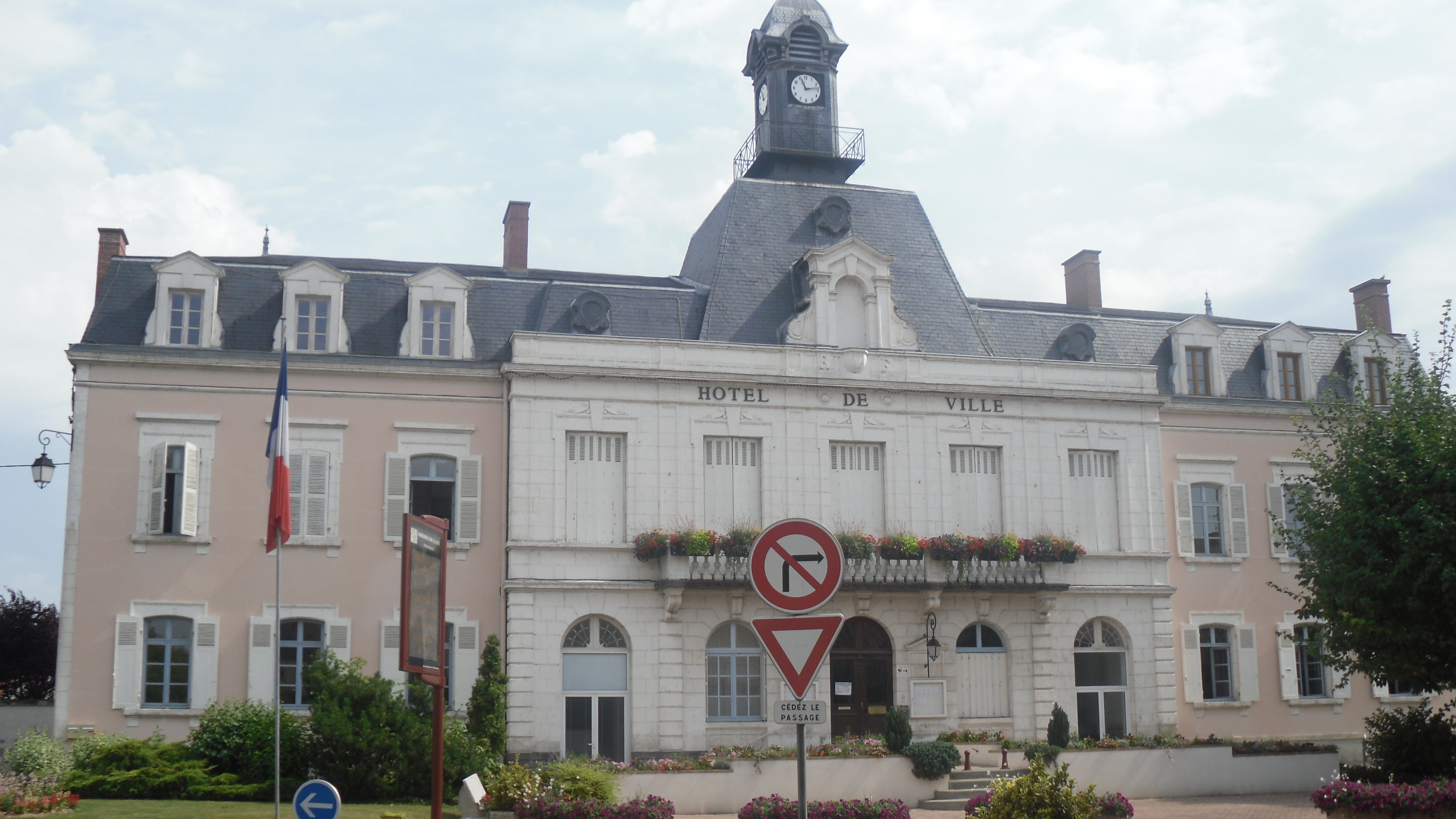
Мэрия
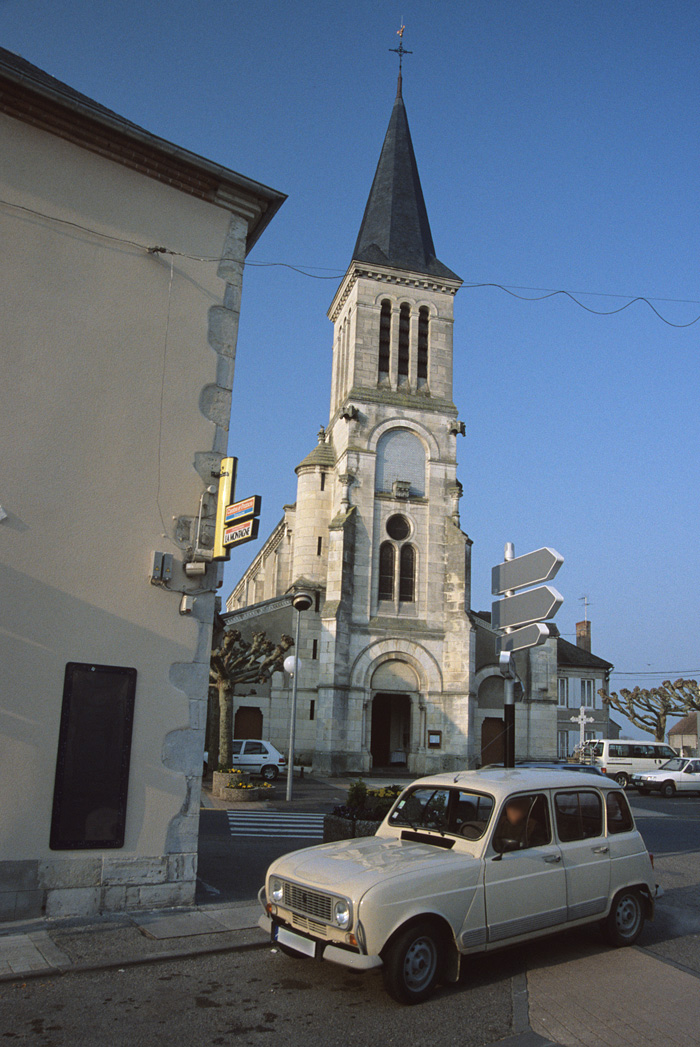